# Hôtel du Puy-Montbrun
L’hôtel du Puy-Montbrun est un hôtel particulier situé à Montélimar, dans le département de la Drôme.

## Histoire
Ce bâtiment fait l’objet d’une inscription au titre des monuments historiques depuis le 31 juillet 1989.